# 重庆国际女子半程马拉松
重庆国际女子半程马拉松，是由中国田径协会、重庆市体育局、重庆市南岸区人民政府主办，由重庆日报报业集团、重庆华龙网集团、重庆乐视体育产业发展有限公司、重庆市田径协会承办，由中国田径协会认证为“银牌赛事”的女性专属城市路跑赛事。创办于2015年。

## 赛道
赛道固定在南岸区南滨路。
- 半程马拉松，从南滨公园起跑，经朝天门大桥下折返，经长江大桥、菜园坝大桥、孔雀湾（折返）最后回到重庆南滨公园终点。

- 10公里，从南滨公园起跑，经朝天门长江大桥下折返，最后回到南滨公园。
- 5公里，从南滨公园起跑，到朝天门长江大桥下结束。

## 历史

### 2015年
首届重庆国际女子半程马拉松于在重庆市南岸区南滨路举办。创办第一年，便正式成为中国田径协会马拉松委员会会员。比赛设置半程组、10公里组、5公里组三项。来自中国、美国、俄罗斯、丹麦、澳大利亚等11个国家和地区的近4000名选手参赛。贵州选手姚妙和时年16岁的陈玉佳分别夺得半程组、10公里组冠军。

### 2016年
在上一年设项的基础上，增设亲子组。共有8500余名选手参赛。云南选手郑文荣、重庆选手张辉骥分获半程组冠亚军。吴德华获得10公里组冠军。

### 2017年
被中国田协认证为“铜牌赛事”。赛事延续半程组、10公里组、5公里组、亲子组的设项。共有来自17个国家的10000名选手参赛，是本年度中国大陆规模最大的女子路跑赛事，同时因其颜值高、时尚元素多，在中国路跑领域内被称为“中国最美马拉松”。巴蜀中学学生何明雪和四川选手刘露分获半程组、10公里组冠军。本年度赛事在跨界合作上亦有所创新。
- “体育+时尚”的跨界合作

重庆国际时尚周艺术总监张义超成为本次赛事艺术总监，主导赛事参赛服及完赛项链的设计。
- 牵手261 Fearless，首设赛中赛

“261Fearless”是全球知名的女性跑步组织，由凯瑟琳·斯威策女士创建。本年度重庆国际女子半程马拉松“261Fearless赛中赛”，是该组织第一次正式与中国马拉松赛事联手。

### 2018年
被中国田协认证为“银牌赛事”。来自18个国家及地区10600名跑友参赛，成为是年度中国境内规模最大的女子马拉松专属赛事。埃塞俄比亚选手麦思科母·泰斯法·飞卡度（Meskerem Tesfaye Fikadu）获得半程组冠军，半程组第二和第三也均为埃塞俄比亚选手。是年21岁的重庆工商大学大四学生钟蓉以44分22秒的成绩获得10公里组的冠军。
- 扩大跨界合作

本届赛事邀请了各行各业的优秀女性代表成为“最美合伙人”带领选手完赛；赛事再度联合重庆国际时尚周的同时，还牵手重庆市妇联旗下协会——重庆市女性人才研究会，共同打造一系列女性公益励志主题活动，关注女性健康及公益。
- SHERO21训练营

在赛前，组委会首度联合运动、美体、健康、装备、营养、运动理疗等领域的合作伙伴，为参赛者组织了11场SHERO21系列训练营，包括瑜伽专题训练、体适能训练、赛道救援、运动损伤康复工作坊、照母山、中央公园慢速长距离训练等丰富的活动，共服务超过600名跑友，为重庆女马的跑友们传达健康生活的理念和科学健身的方法。
- 核心志愿者

是年，组委会首次面向社会公开招募核心志愿者。共有14家团体的310位跑者参与重庆女子半马的参赛包发放等核心岗位的服务。

## 赛事主题
- 2017年，“Be my hero，美不停步”。
- 2018年，赛会进入4周年，提出“Run 4 Beauty”的年度赛事口号。[9]

## 花絮
- 2015年，在组委会安排的官方领跑员之外，还有一位“犀利哥”男扮女装，戴上假发和假胸混入队伍，跑完了半马全程。[3]